# François Filleau de Saint-Martin
Pour les articles homonymes, voir Filleau et Saint-Martin.
François Filleau de Saint-Martin, né en 1632 et probablement mort au cours de l'été 1691, est un traducteur français. 

## Biographie
Frère cadet de Nicolas Filleau de la Chaise, il a donné une traduction du Don Quichotte de Cervantes, intitulée Histoire de l'admirable Don Quixotte de la Manche et parue en quatre volumes, chez Barbin, en 1677-1678. Filleau modifia la fin du roman de Cervantès de sorte que Don Quichotte se trouva guéri de sa maladie au lieu d'en mourir. La traduction de Filleau fut complétée d'une suite, dont il est probablement l'auteur, qui parut en 1695, soit 4 ans après sa mort qu'il faut placer à l'été 1691 d'après des témoignages du temps. Comme la "Suite" de Filleau était inachevée, elle fut complétée par Robert Challe qui avait déjà dû intervenir à la fin de la "Suite" (le tome V), et qui lui ajouta une "Continuation" pour laquelle il demande un privilège en 1702, mais qui ne sera publiée qu'en 1713 chez David, successeur de Claude Barbin (mort le 24 déc. 1698) et de la veuve Barbin (morte elle aussi), et trois mois plus tard chez Amaulry à Lyon. Une édition critique la Continuation, dont Robert Challe est sûrement l'auteur, fut commercialisée chez Droz sous son titre original : Continuation de l'histoire de l'admirable Don Quichotte de La Manche parut en 1994. Plusieurs autres éditions de la traduction de Filleau furent publiées, revues et corrigées, mais privées de la "Suite" et de la "Continuation", jusqu'au XXe siècle.